# 大和村 (愛媛県)
大和村（やまとむら）は、1955年（昭和30年）まで愛媛県喜多郡にあった村であり、現在の大洲市の北部、肱川下流と肱川の支流大和川の流域一帯にあたる。

## 地理
現在の大洲市の北部。肱川を河口から約2キロ遡上した左岸（一部右岸）に位置し、大和川が村内を東流し、肱川に合流する。西は標高642mの郷の峠を境に日土町と、南は牛の峰を中心とした600から700m級の山々が連なる出石山脈を境に大洲市と、北は張木山や高手山などの500m級の山々を境に櫛生村および出海村に接している。出石山（金山出石寺がある、標高812m）は大和村、大洲市、日土村の境。肱川と大和川との合流点から大和川を遡った付近は山が迫る急傾斜地であるが、豊茂地区になると、傾斜もゆるやかになり、水田もみられる。
地名の由来
大和川にちなむ。

## 歴史
藩政期
- 大洲藩領。

明治以降
- 1889年（明治22年） 12月15日 - 市制・町村制実施により、相生村（あいおいむら）と豊茂村（とよしげむら）が成立。喜多郡に属す。
- 1922年（大正11年）4月1日 - 相生村と豊茂村が合併して大和村となる。
- 1955年（昭和30年）　（旧）長浜町、喜多灘村、櫛生村、出海村、白滝村との合併により、新たな長浜町となる。

```
大和村の系譜
（町村制実施以前の村）　（明治期）
　　　　　　　　　　　　町村制施行時

豊茂　　　━━━━━━ 　豊茂村 ━━━━━┓
　　　　　　　　　　　　　　　　　　　　　┃（大正11年4月1日合併）
　　　　　　　　　　　　　　　　　　　　　┣━━　大和村　━━━━┓
穂積　　　━━┓　　　　　　　　　　　　　┃　　　　　　　　　　　┃（昭和30年1月1日）
下須戒　　━━╋━━━　相生村　━━━━━┛　　　　　　　　　　　┣━━　長浜町
上老松　　━━┛　　　　　　　　　　　            長浜町　　━━━┫
　　　　　　　　　　  　　　　　　　　　　　　　　喜多灘村　━━━┫
　　　　　　　　　　　　　　　　　　　　　　　　　櫛生村　　━━━┫
　　　　　　　　　　　　　　　　　　　　　　　　　出海村　　━━━┫
　　　　　　　　　　　　　　　　　　　　　　　　　白滝村　　━━━┛

（注記）長浜町ほかの合併まで、および長浜町の平成の合併の系譜については、それぞれの町村の記事を参照のこと。

```

## 地域
大きく豊茂（とよしげ）と相生（あいおい）とに分かれ、豊茂が大和川の上流域に当たる。
豊茂村は大洲藩領の頃、前土屋村といい、天保9年に豊茂村への改称が許された。比較的なだらかな山肌に集落が点在する。当地は標高200メートル程度と、やや高地にあり、肱川特有の霧に悩まされることがなく、農業が発達した。明治の市制・町村制度施行の際にも一村がそのまま村となった。その後も大字として受け継がれた。相生村は上老松村（じょろまつ）、穂積村（ほづみむら）、下須戒村（しもすがいむら）の一部が合併して成立したもので、旧3村はそのまま大字となり、大和村、長浜町になっても大字として受け継がれた。役場は下須戒にあった。傾斜地が大半で、肱川河畔のわずかな土地に集落が発達しているほかは、傾斜地に30近くの小集落が点在する。中心地には小学校、郵便局などの施設がある。
いずれも大洲市になって、大字は省くようになった。

## 行政
役場
役場は大字下須戒においた。

## 産業
米、雑穀、大豆、楮、櫨、葉タバコ、しいたけ等を産する。乳牛の飼育も営まれているほか、製材所など。

## 交通
最寄り駅は国鉄予讃線伊予出石駅で、同駅が村への入り口となる。肱川には大和橋が架かる。

## 名所
- 金山出石寺